# Chenzhuang (socken i Kina, Henan, lat 33,76, long 114,06)
Chenzhuang (kinesiska: 陈庄, 陈庄乡) är en socken i Kina. Den ligger i provinsen Henan, i den centrala delen av landet, omkring 120 kilometer söder om provinshuvudstaden Zhengzhou.
Genomsnittlig årsnederbörd är 863 millimeter. Den regnigaste månaden är juli, med i genomsnitt 176 mm nederbörd, och den torraste är januari, med 7 mm nederbörd.